# Saint-Germain-sur-Sèves
Pour les articles homonymes, voir Saint-Germain.
Saint-Germain-sur-Sèves est une commune française, située dans le département de la Manche en région Normandie, peuplée de 174 habitants.

## Géographie

### Hydrographie
La commune est située dans le bassin Seine-Normandie. Elle est drainée par la Sèves et l'Holerotte,.
La Sèves, d'une longueur de 33 km, prend sa source dans la commune de Muneville-le-Bingard et se jette  dans la Douve en limite de Auvers et de Carentan-les-Marais, après avoir traversé 15 communes. 

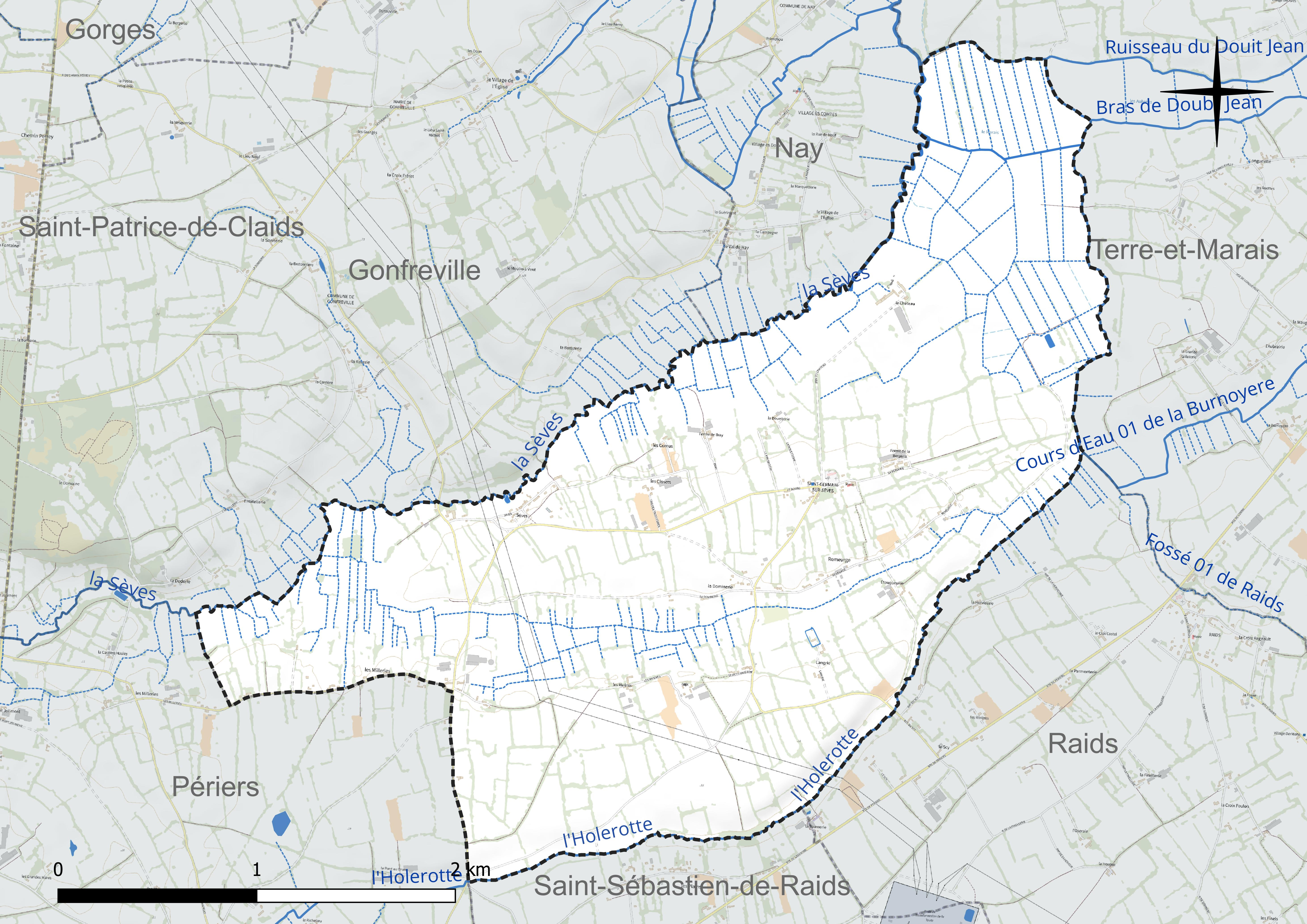
Réseau hydrographique de Saint-Germain-sur-Sèves.

L'Holerotte, d'une longueur de 12 km, prend sa source dans la commune de Saint-Sauveur-Villages et se jette  dans la Sèves en limite de  en limite de la commune et de Terre-et-Marais, après avoir traversé sept communes. 

### Climat
Pour des articles plus généraux, voir Climat de la Normandie et Climat de la Manche.
En 2010, le climat de la commune est de type climat océanique franc, selon une étude du CNRS s'appuyant sur une série de données couvrant la période 1971-2000. En 2020, Météo-France publie une typologie des climats de la France métropolitaine dans laquelle la commune est exposée à un climat océanique et est dans la région climatique  Normandie (Cotentin, Orne), caractérisée par une pluviométrie relativement élevée (850 mm/a) et un été frais (15,5 °C) et venté. Parallèlement le GIEC normand, un groupe régional d’experts sur le climat, différencie quant à lui, dans une étude de 2020, trois grands types de climats pour la région Normandie, nuancés à une échelle plus fine par les facteurs géographiques locaux. La commune est, selon ce zonage, exposée à un « climat maritime », correspondant au Cotentin et à l'ouest du département de la Manche, frais, humide et pluvieux, où les contrastes pluviométrique et thermique sont parfois très prononcés en quelques kilomètres quand le relief est marqué.
Pour la période 1971-2000, la température annuelle moyenne est de 11,3 °C, avec une amplitude thermique annuelle de 11,2 °C. Le cumul annuel moyen de précipitations est de 879 mm, avec 13,4 jours de précipitations en janvier et 7,2 jours en juillet. Pour la période 1991-2020, la température moyenne annuelle observée sur la station météorologique la plus proche, située sur la commune de Coutances à 20 km à vol d'oiseau, est de 11,7 °C et le cumul annuel moyen de précipitations est de 1 092,8 mm,. Pour l'avenir, les paramètres climatiques de la commune estimés pour 2050 selon différents scénarios d’émission de gaz à effet de serre sont consultables sur un site dédié publié par Météo-France en novembre 2022.

## Urbanisme

### Typologie
Au 1er janvier 2024, Saint-Germain-sur-Sèves est catégorisée commune rurale à habitat très dispersé, selon la nouvelle grille communale de densité à sept niveaux définie par l'Insee en 2022.
Elle est située hors unité urbaine et hors attraction des villes,.

### Occupation des sols
L'occupation des sols de la commune, telle qu'elle ressort de la base de données européenne d’occupation biophysique des sols Corine Land Cover (CLC), est marquée par l'importance des territoires agricoles (100 % en 2018), une proportion identique à celle de 1990 (100 %). La répartition détaillée en 2018 est la suivante : prairies (67,2 %), zones agricoles hétérogènes (20,1 %), terres arables (12,7 %). L'évolution de l’occupation des sols de la commune et de ses infrastructures peut être observée sur les différentes représentations cartographiques du territoire : la carte de Cassini (XVIIIe siècle), la carte d'état-major (1820-1866) et les cartes ou photos aériennes de l'IGN pour la période actuelle (1950 à aujourd'hui).

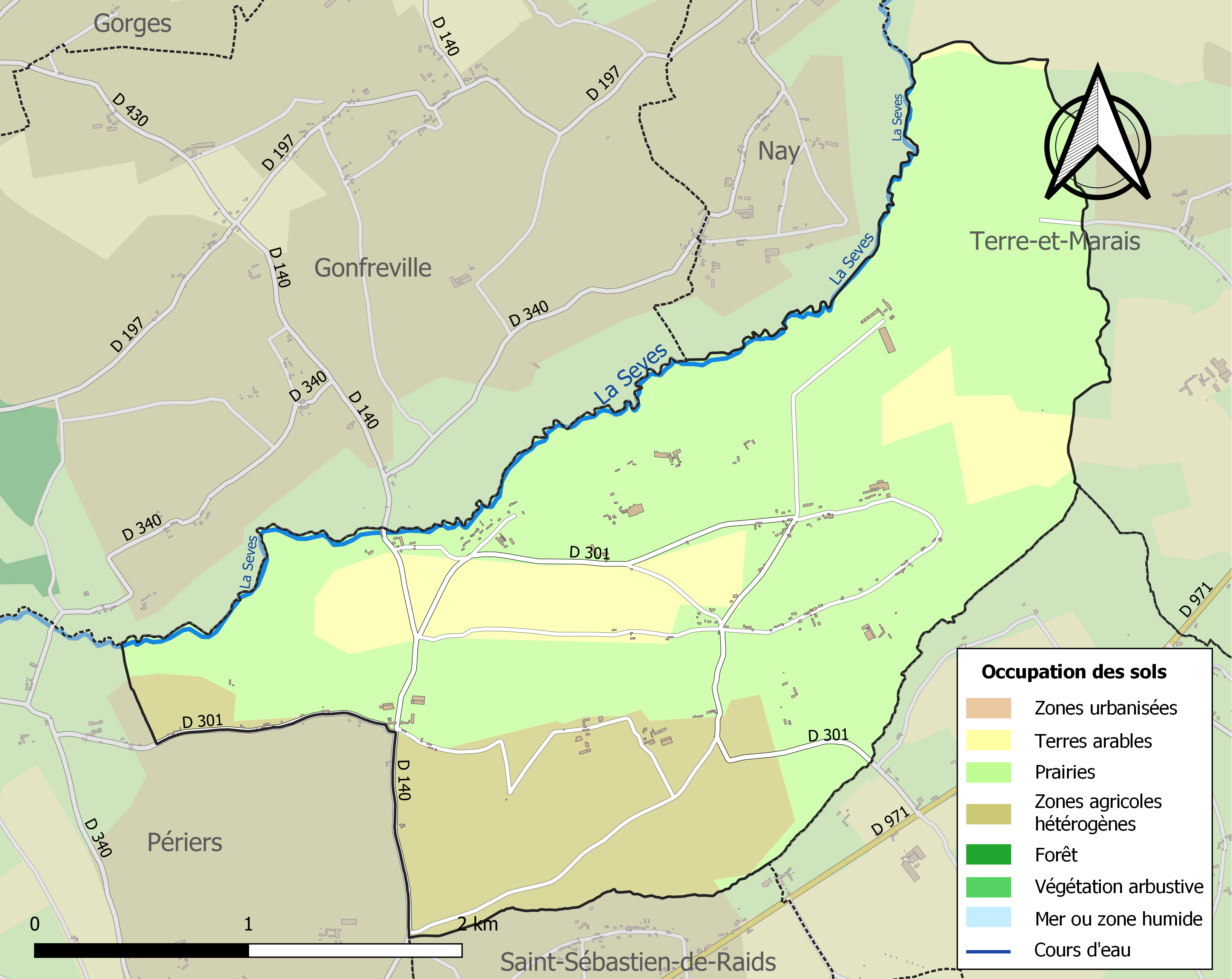
Carte des infrastructures et de l'occupation des sols de la commune en 2018 (CLC).

## Toponymie
Le nom de la localité est attesté sous les formes Sanctus Germanus Vicecomitis entre 1320 et 1325, Germain sur Sèvres en 1789 ; Saint-Germain en 1801.
La paroisse et son église étaient dédiées à l'un des trois saint Germain vénérés en Normandie : Germain d'Auxerre, Germain le Scot ou Germain de Paris.
Au cours de la période révolutionnaire de la Convention nationale (1792-1795), la commune, précédemment nommée Saint Germain le Vicomte, a porté le nom de Germain-sur-Sèves.
À la fin de cette période, la référence le-Vicomte fut abandonnée et la commune adopta le nom de Saint-Germain-sur-Sèves.
La Sèves arrose la commune.

## Histoire
En 1796, des chouans de la région se réunirent à Lastelle et dressèrent une liste de personnalités à abattre en représailles des royalistes fusillés à Coutances. Tombèrent sous leurs balles, le 27 janvier, le curé assermenté de la paroisse de Saint-Germain-sur-Sèves, Charles-François Marguerie.
La commune du Buisson est rattachée à Saint-Germain-sur-Sèves en 1812. L'église paroissiale Notre-Dame est démolie, probablement au cours de la première moitié du XIXe siècle.
En juillet 1944, durant la bataille de Normandie, la commune est le lieu d'un combat entre la 90e division d'infanterie américaine et des membres du 6. Fallschirmjäger-Division et de la 2e Panzerdivision SS Das Reich. En raison des intempéries provoquant une montée des eaux de la Sèves et des marais environnants, les Américains ont essuyé une première défaite causant la perte d'environ 700 soldats (100 morts, 500 blessés et d'environ 200 prisonniers) le 23 juillet. Puis la commune est finalement libérée le 27 juillet. La bataille est surnommée par les forces américaine « la bataille de l'île de Sèves » (Battle of Sèves Island).

## Politique et administration
| Période                                  | Période    | Identité      | Étiquette | Qualité          |
| ---------------------------------------- | ---------- | ------------- | --------- | ---------------- |
| 1995                                     | avril 2014 | Robert Hérout | UMP       |                  |
| avril 2014                               | En cours   | Michel Mesnil | SE        | Ouvrier qualifié |
| Les données manquantes sont à compléter. |            |               |           |                  |

## Démographie
L'évolution du nombre d'habitants est connue à travers les recensements de la population effectués dans la commune depuis 1793. Pour les communes de moins de 10 000 habitants, une enquête de recensement portant sur toute la population est réalisée tous les cinq ans, les populations de référence des années intermédiaires étant quant à elles estimées par interpolation ou extrapolation. Pour la commune, le premier recensement exhaustif entrant dans le cadre du nouveau dispositif a été réalisé en 2007.
En 2022, la commune comptait 174 habitants, en évolution de −3,33 % par rapport à 2016 (Manche : −0,31 %, France hors Mayotte : +2,11 %).
| 1793 | 1800 | 1806 | 1821 | 1831 | 1836 | 1841 | 1846 | 1851 |
| ---- | ---- | ---- | ---- | ---- | ---- | ---- | ---- | ---- |
| 364  | 385  | 416  | 500  | 547  | 558  | 532  | 542  | 554  |

| 1856 | 1861 | 1866 | 1872 | 1876 | 1881 | 1886 | 1891 | 1896 |
| ---- | ---- | ---- | ---- | ---- | ---- | ---- | ---- | ---- |
| 515  | 491  | 496  | 452  | 465  | 466  | 427  | 425  | 417  |

| 1901 | 1906 | 1911 | 1921 | 1926 | 1931 | 1936 | 1946 | 1954 |
| ---- | ---- | ---- | ---- | ---- | ---- | ---- | ---- | ---- |
| 396  | 386  | 359  | 278  | 258  | 259  | 283  | 245  | 257  |

| 1962 | 1968 | 1975 | 1982 | 1990 | 1999 | 2006 | 2007 | 2012 |
| ---- | ---- | ---- | ---- | ---- | ---- | ---- | ---- | ---- |
| 238  | 221  | 191  | 211  | 221  | 213  | 198  | 196  | 204  |

| 2017 | 2022 | - | - | - | - | - | - | - |
| ---- | ---- | - | - | - | - | - | - | - |
| 165  | 174  | - | - | - | - | - | - | - |

## Économie
La commune se situe dans la zone géographique des appellations d'origine protégée (AOP) Beurre d'Isigny et Crème d'Isigny.

## Lieux et monuments

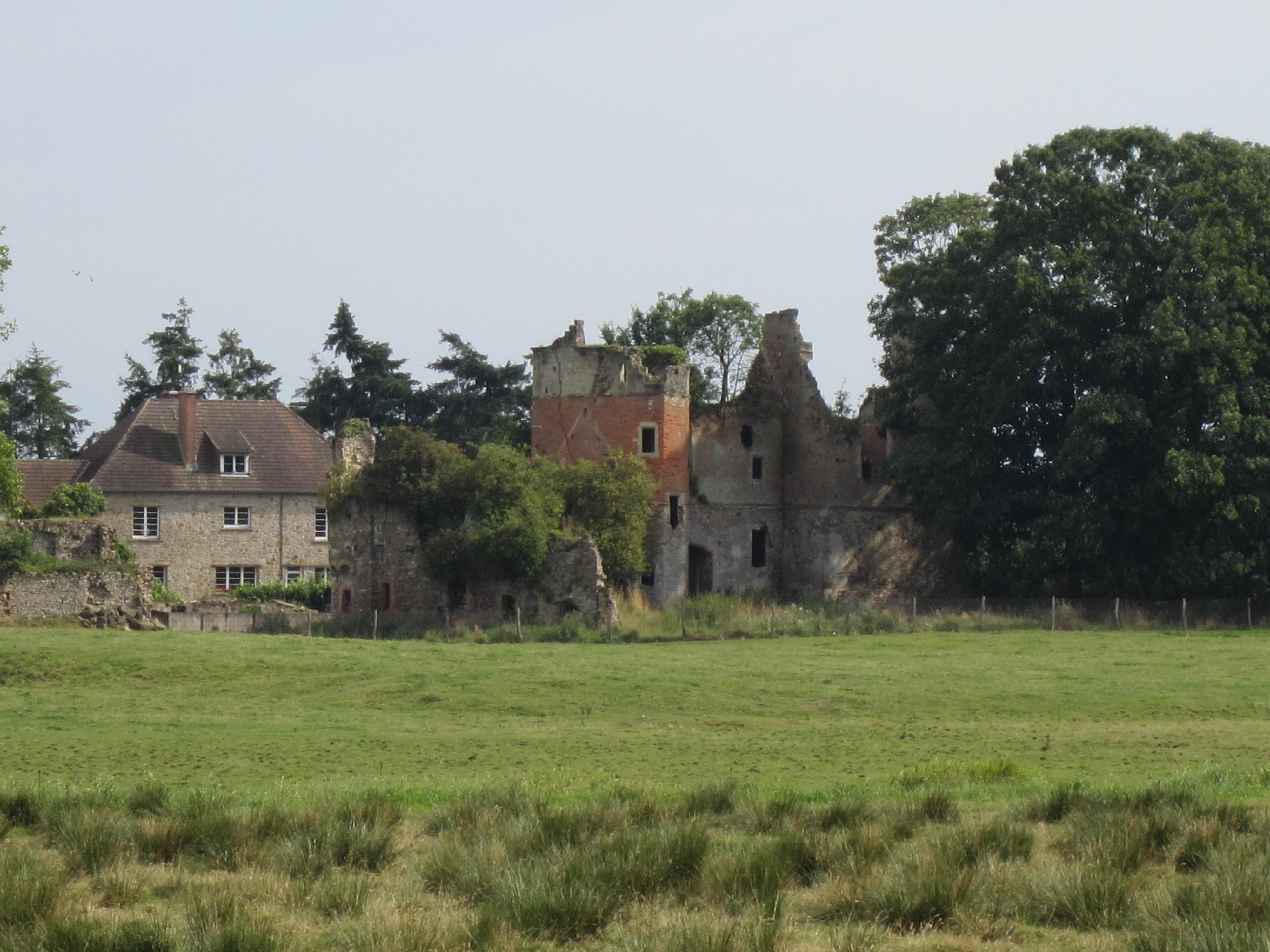
L'ancien château.

- Restes du château (XVe – XVIe siècles) inscrits au titre des monuments historiques par arrêté du 13 décembre 1950, ainsi qu'à l'IGPC[29]. Il fut la possession de la famille Costentin de Tourville.
- Château du Buisson (XVIIe siècle), avec porterie et logis à tourelles.
- Manoir de Langrie (XVIIe siècle), avec une cheminée et médaillon, inscrit à l'IGPC[30].
- Manoir d'Etoucqueville (XVIIe siècle).
- Stèle de la Seconde Guerre mondiale dite du Gué de la Petite-Eau (Sèves Island), en hommage au 358e régiment de la 90th Infantry division de l'US Army.
- Église Saint-Germain (XVIIe, XIXe – XXe siècles) avec tour-porche en façade, reconstruite après la Seconde Guerre mondiale par l'architecte Arnoux de Périers. Elle abrite un Chemin de croix peint a fresco  par le peintre Robert Raoul André Guinard (1896-1989) et le maître-autel est de son épouse Marcelle Delcour-Guinard (1896-1978)[31], ainsi qu'une verrière du XXe de Mauméjean.
- Croix de cimetière, croix de chemin (XXe siècle)[32].

Pour mémoire
- Église au Buisson déjà démolie au XIXe siècle.

## Activité et manifestations
L'association Le Renouveau, créée en 2008 propose des activités telles un apéro-concert, un méchoui, une fête champêtre, un repas dansant-bal et sa participation au téléthon.

## Personnalités liées à la commune
- Achille Goulhot de Saint-Germain (Paris, 1803 - Saint-Germain-sur-Sèves, 1875), sous-préfet, député de la Manche de mai 1849 à 1852, puis sénateur de 1852 à 1870 et conseiller général du canton de la Haye-du-Puits de 1852 à 1864, auteur en 1865 d'un rapport officiel sur la prostitution.